# Gnetum ridleyi
Gnetum ridleyi — вид голонасінних рослин класу гнетоподібних.

## Поширення, екологія
Країни проживання: Індонезія (Папуа); Малайзія (півострів Малайзія). Вид був зібраний недалеко від узбережжя в тропічному кліматі. Ніяких додаткових подробиць про переваги місць проживання та екологію виду не повідомляється.

## Загрози та охорона
На Малакському півострові природне середовище проживання виду, ліси на нижніх і середніх висотах перебувають під загрозою вирубки і перетворення на плантації олійної пальми, каучуку, промислових плантацій деревини і рисових полів. Росте на кількох охоронних територіях.